# Friedrich Wilhelm Felgentreu

Die Erschießung der elf Schillschen Offiziere am 16. September 1809 auf der Lippewiese bei Wesel; stehend: Hans Gustav Albert von Wedell

Friedrich Wilhelm Felgentreu (* 8. Mai 1786 in Berlin; † 16. September 1809 in Wesel) war ein preußischer Offizier und Artillerieleutnant im Freikorps des Majors Ferdinand von Schill. Er war maßgeblich am preußischen Volksaufstand gegen die napoleonische Fremdherrschaft im Jahre 1809 beteiligt.
Felgentreu selbst war lediglich Artillerie-Freikorporal. Schill beförderte ihn jedoch zum Leutnant.

## Geschichtlicher Hintergrund
Nach dem Frieden von Tilsit bildete Ferdinand von Schill ein Freikorps zum Kampf gegen die Franzosen, die Schillschen Jäger. Der Kampf scheiterte, von Schill fiel und die elf Offiziere aus Schills Korps wurden am 16. September 1809 auf den Lippewiesen südöstlich von Wesel standrechtlich erschossen.

## Erinnerung und Ehrung
Im Aufstand des Major Ferdinand Baptista von Schill und dem Heldentod der Schillschen Offiziere sehen viele rückblickend eine Initialzündung für das spätere preußische Aufbegehren gegen die napoleonische Fremdherrschaft und den manifestierten Ausdruck des preußischen Selbstverständnisses. Zum Gedenken an den Todestag der 11 Schillschen Offiziere wurde am 31. März 1835 an der Stelle ihrer Hinrichtung auf den Lippewiesen nach den Entwürfen von Karl Friedrich Schinkel ein Denkmal eingeweiht. Seit dem 3. Mai 1935 trägt eine Nebenstraße in Berlin-Lankwitz den Namen Felgentreus.